# Lago Salanfe
O Lago Salanfe é um lago artificial localizado no município de Evionnaz, Valais, Suíça. 
O reservatório deste lago está localizado a uma altitude de 1970 m, e tem uma superfície é 1,62 km ², sendo que a barragem deste lago foi concluída em 1952.